# Radio UNMEE
Radio UNMEE est une station de radio du Public Information Service de la Mission des Nations unies en Éthiopie et en Érythrée (MINUEE). Elle diffuse en Éthiopie et en Érythrée, deux pays dont les relations sont conflictuelles. 

## Histoire
La station devait être diffusée en Éthiopie et en Érythrée. Son contenu devait être constitué d'informations sur la mission de paix de la MINUEE et devait diffuser essentiellement en anglais, mais aussi en tigrinya, arabe et tigre en Érythrée et en amharic, afaan oromo et tigrinya pour l'Ethiopie. Radio Éthiopie ne diffuse pas les émissions de la station, mais Voice of the Broad Masses of Eritrea, radio du Eritrean People's Liberation Front, lui permet d'utiliser ses ondes. Le 16 janvier 2001 la station commence ses émissions en Érythrée. En octobre 2001 l'Érythrée suspend la diffusion de la station. En juin 2002 elle obtient l'autorisation d'émettre à nouveau. Devant le refus éthiopien concernant sa diffusion, la Radio UNMEE se met à diffuser depuis les Émirats arabes unis.

## Personnalités liées à cette radio
- Ellene Mocria